# KMSB
KMSB est une station de télévision américaine située à Tucson (Arizona) appartenant à Tegna Inc. affiliée au réseau Fox.

## Télévision numérique terrestre
| Canal virtuel | Image | Aspect | Programmation                       |
| ------------- | ----- | ------ | ----------------------------------- |
| 11.1          | 720p  | 16:9   | Programmation principale KMSB / FOX |
| 11.2          | 480i  | 16:9   | Movies!                             |
| 11.3          | 480i  | 16:9   | Justice Network (en)                |
| 11.4          | 480i  | 16:9   | Quest (en)                          |